# Peuple de Souverain
„Peuple de Souverain”   był francuską fregatą zwodowaną w 1757 roku w porcie w Tulonie. Jego uzbrojenie stanowiły 84 działa. Zdobyty przez Brytyjczyków w bitwie pod Abukirem w 1798 roku. Jego dowódcą w dniu bitwy był kpt. Racord.